# Solange Witteveen
Solange Marilú Witteveen (née le 6 février 1976 à Buenos Aires) est une athlète argentine, spécialiste du saut en hauteur.

## Biographie
Elle détient avec 1,96 m le record d'Amérique du Sud du saut en hauteur, franchi à Oristano le 8 septembre 1997.
Elle franchit 1,97 m en 2001 mais est disqualifiée pour dopage.

## Palmarès
| Date | Compétition                    | Lieu              | Résultat | Marque |
| ---- | ------------------------------ | ----------------- | -------- | ------ |
| 1999 | Universiade                    | Palma de Majorque | 3e       | 1,93 m |
| 1999 | Jeux panaméricains             | Winnipeg          | 1re      | 1,88 m |
| 2000 | Jeux olympiques                | Sydney            | qual.    | 1,89 m |
| 2003 | Championnats du monde          | Paris             | qual.    | 1,85 m |
| 2004 | Jeux olympiques                | Athènes           | qual.    | 1,89 m |
| 2005 | Championnats d'Amérique du Sud | Cali              | 2e       | 1,88 m |
| 2006 | Championnats d'Amérique du Sud | Tunja             | 2e       | 1,82 m |
| 2007 | Championnats d'Amérique du Sud | São Paulo         | 2e       | 1,81 m |
| 2008 | Championnats ibéro-américains  | Iquique           | 3e       | 1,83 m |
| 2009 | Championnats d'Amérique du Sud | Lima              | 2e       | 1,85 m |